# Calcitriol
Calcitriol is de actieve vorm van vitamine D die gewoonlijk gevormd wordt in de nieren. Calcitriol wordt als medicatie ingezet bij behandeling van nierziekten, lage calciumwaarden in het bloed, hyperparathyreoïdie door nierstoornissen en andere aandoeningen die verbonden zijn met te lage calciumniveaus, zoals osteoporose, osteomalacie en rachitis. Het wordt ingenomen via de mond of intraveneus toegediend.
Calcitriol bevordert de opname van calcium (Ca2+) en fosfaat in de darmen onder invloed van het hormoon PTH (parathormoon). Dit hormoon is ook verantwoordelijk voor de activiteit van osteoclasten, en de terugresorptie van calcium in de nieren. Onder normale omstandigheden houdt dit hormoon de calciumwaarden van het lichaam in evenwicht.
Calcitriol is verkrijgbaar als een generiek geneesmiddel. Overmatig gebruik resulteert meestal in zwakte, hoofdpijn, misselijkheid, constipatie, urineweginfecties en buikpijn. Ernstige bijwerkingen omvatten een te hoog calciumgehalte in het bloed en anafylaxie. Meestal worden regelmatige bloedtesten uitgevoerd nadat de medicatie wordt gestart en wanneer de dosis wordt gewijzigd.